# Zbór Kościoła Chrześcijan Baptystów w Giżycku
Zbór Kościoła Chrześcijan Baptystów w Giżycku – zbór Kościoła Chrześcijan Baptystów znajdujący się w Giżycku, przy ulicy 1 Maja 22.
Nabożeństwa odbywają się w każdą niedzielę o godzinie 10.00 i czwartek o godzinie 18:00.